# Un chien à ma table
Un chien à ma table est un roman de l'écrivaine française Claudie Hunzinger paru en 2022 aux éditions éditions Grasset.
Il reçoit en 2022 le Prix Femina.